# Canberra
Canberra je glavno mesto Avstralije. Z namenom funkcije glavnega mesta je bilo zgrajeno po sporu med gospodarsko najmočnejšima krajema (Melbourne in Sydney), ki sta želela status glavnega mesta. Odločili so se za zgraditev novega mesta, ki leži dve uri vožnje od Sydneyja v smeri proti Melbournu. V Canberri je večina tujih veleposlaništev in novi parlament. Pogosto ljudje Sydney zamenjujejo za glavno mesto države zaradi statusa metropole ter kulturnega pomena.